# Hypsilurus macrolepis
Hypsilurus macrolepis es una especie de iguanios de la familia Agamidae.

## Distribución geográfica
Es endémica del sur de las islas Salomón.

## Estado de conservación
Se encuentra amenazada por la pérdida de su hábitat natural.